# Blaskó Béla
Blaskó Béla (Budapest, 1950. augusztus 30. –) nyugállományú rendőr vezérőrnagy, magyar büntetőjogász, jogtudós, az állam-és jogtudományok kandidátusa, habilitált doktor, Szent-Györgyi Albert-díjas egyetemi tanár, közel három évtizedig a rendészeti büntetőjogi képzés szakmai irányítója.

## Tanulmányai
Általános iskolai tanulmányait Budapesten, a zuglói Őrnagy utcai általános iskolában végezte. A repülés iránt kora gyermekkorában kialakult szeretete meghatározta pályaválasztását. Középiskolai tanulmányait 1964-től a budapesti Eötvös Loránd Gépipari Technikum légiközlekedés-gépészeti szakán folytatta, ahol 1968-ban repülőgépész technikusi képesítést szerzett.
Két éves sorkatonai szolgálat után 1973-tól a Budapesti Rendőr-főkapitányság állományában rendőrőrmester. 1976-ban  kitűnő eredménnyel végezte el a Belügyminisztérium Tiszthelyettesképző Iskoláját. 1978-tól a Rendőrtiszti Főiskola (ma Nemzeti Közszolgálati Egyetem) nappali tagozatán tanult, ahol 1981-ben kitüntetéses oklevéllel (vörös diploma) állami és szakmai felsőfokú rendőrtiszti végzettséget, és rendőr főhadnagyi kinevezést szerzett.
1986-ban az Eötvös Loránd Tudományegyetem Állam- és Jogtudományi Karán summa cum laude minősítéssel avatták állam- és jogtudományi doktorrá. 1990-ben egységes (bírói – ügyészi – ügyvédi – jogtanácsosi) jogi szakvizsgát tett. 1996-ban a Magyar Tudományos Akadémia Doktori Tanácsa az állam- és jogtudományok kandidátusának nyilvánította. 1997-ben az Eötvös Loránd Tudományegyetem Doktori Tanácsa PhD fokozatosnak nyilvánította. 2008-ban a Károli Gáspár Református Egyetem Doktori és Habilitációs Tanácsa habilitált doktornak nyilvánította.

## Életútja
A Rendőrtiszti Főiskola elvégzése után 1981-ben a Büntetőjogi és Kriminalisztikai tanszék Büntetőjogi Szakcsoportjában tanársegéd lett, ahol büntető anyagi jogot, büntetőeljárás-jogot, kriminológiát és krimináltaktikát oktatott, majd 1985-től főiskolai adjunktusként a fő oktatási profilja a büntető anyagi jog lett. 1988-tól szakcsoportvezető, 1990-től főiskolai docens, 1996-tól főiskolai tanár és a Rendőrtiszti Főiskola oktatási parancsnokhelyettese.
Két ciklusban (1997–2001, illetve 2001–2005) a Rendőrtiszti Főiskola főigazgatója volt, emellett a Büntetőjogi és Kriminológiai Tanszéket is vezette. 2005–2006 között a Rendészeti Továbbképző és Kutatóintézet igazgatója. A Rendőrtiszti Főiskolai Tanács hét főből álló Elnökségének tagja (1990-1993), egyúttal a Rendőrtiszti Főiskola Tanácsának (majd Szenátusának) tagja (1990–2011). 2009-ben egyetemi tanári kinevezést kapott.
2012-ben a korábban öt évvel meghosszabbított közel negyven éves hivatásos szolgálati jogviszonyából a felső korhatár elérése miatt nyugállományba vonult, egyúttal egyetemi tanári munkakörbe határozatlan időtartamú közalkalmazotti jogviszonyt létesítettek vele az akkor megalakult Nemzeti Közszolgálati Egyetem Rendészettudományi Karán (a Rendőrtiszti Főiskola jogutódja); a Büntetőjogi és Kriminológiai Tanszékének vezetője, az egyetem Szenátusának választott tagja, a Kar Tanácsának tagja, a Doktori és Habilitációs Bizottságának tagja. 2012–2015 között az egyetem Rendészettudományi Kar oktatási dékán-helyettese és a kar Bűnügyi Tudományok Intézetének vezetője. A Hallgatói Jogorvoslati Bizottság elnöke, a Felvételi Jogorvoslati Bizottság elnöke, a Rendészettudományi Doktori Iskola törzstagja, oktatója és témahirdetője. A rendészet jogi, kriminológiai, kriminalisztikai és társadalomtudományi aspektusai kutatási terület vezetője, 2016-2018 között a Bűnügyi Tudományok Kiemelt Kutatóműhely vezetője, a Kutatási Tanács Jogtudományi Kollégiumának vezetője, a Professzori Klub igazgatóságának tagja.
Főállása mellett engedéllyel
- 1997-2010 között a Szent István Egyetem Humánerőforrás Menedzser Karának büntetőjogi kurzusvezető tanára
- 2001-2012 között a Széchenyi István Egyetem Deák Ferenc Állam- és Jogtudományi Karának óraadó tanára
- 2002-2011 között a Debreceni Egyetem Állam- és Jogtudományi Kar Büntetőjogi és Kriminológiai Tanszékét vezette
- 2008–2011 között az Eötvös Loránd Tudomány Egyetem Állam- és Jogtudományi Kar Büntetőjogi Tanszék óraadó tanára
- 2009-2013 között a Károli Gáspár Református Egyetem Állam- és Jogtudományi Kar Büntetőjogi Tanszék részfoglalkozású tanára
- 2011-től a Debreceni Egyetem Állam- és Jogtudományi Kar Büntetőjogi és Kriminológiai Tanszék óraadó tanára.

Oktató kollégáival még 1990 őszén megalakították a 14. számú Budapesti Egyetemi Oktatói Jogi Képviseleti Munkaközösséget, melynek vezetőjévé választották. 1991-ben ügyvédi esküt tett és a Budapesti 73. számú Ügyvédi Iroda vezetőjeként folytatja tevékenységét, melyet néhány évig – rendőrségi vezetői feladataival való összeférhetetlenség miatt – szüneteltetett. Az iroda fő profiljába a büntetőügyekben ellátott védői, illetve jogi képviseleti tevékenység tartozik, de polgári-, munka-, és családjogi ügyekben is ellátnak perbeli képviseletet, illetve okirat szerkesztést.

## Magánélete
Édesapja Blaskó Béla (1922-1993) kovács, édesanyja Németh Ilona (1926-2010), testvére nincs. 1971-ben házasodott össze az 1985-ben fiatalon elhunyt Lénárt M. Dórával, akitől két gyermeke született; Béla (1972) és Dóra (1975) külföldön élnek. 1990-ben újra nősült, felesége Sövegjártó Ildikó nyugállományú rendőr alezredes, közös gyermekük András (1991) jogász. Hat unokája van.
1966 óta vitorlázó, majd motoros gépen kisrepülőgépes pilóta. Amatőr zenész (billentyűs hangszereken, illetve gitáron), 1997 óta a „tábornoki kórus” tagja. Olvassa a művészek, írók, zenészek életrajzáról szóló munkákat és kortárs, honi költők verseit. Kedveli a nemzeti sorskérdéseinket bemutató filmeket és a történelmi színházi darabokat, drámákat, vígjátékokat.

## Társadalmi szerepvállalása, egyesületi tagságai
- Magyar Hadtudományi Társaság Belügyi Szekció tag 1990-1991
- Humanitás Bűnmegelőzési és Reszocializációs Társaság tag 1992-1995
- Jogi Informatikai Társaság tag 1995-2008
- Igazságügyi Minisztérium jogi szakvizsgabizottság tag (cenzor) 1997-
- Főiskolai Főigazgatók Konferenciája tag 1997-2005
- Európai Jogakadémia Rendészeti Tagozat elnök 1999-2005
- Magyar Rendészet tudományos-szakmai folyóirat alapító szerkesztőbizottsági elnök 2000-
- Magyar Felsőoktatási Akkreditációs Bizottság (MAB) (állam, jog, politikatudományi) jogi-igazgatási szakbizottság tagja 2001-2010  (a bizottság neve többször változott)
- Pécsi Egyetem Állam- és Jogtudományi Kar Doktori Tanács szavazati jogú külső tag 2000- 2005
- Debreceni Egyetem Állam-és Jogtudományi Kar Marton Géza Doktori Iskola témavezető 2002-
- Magyar Rendészettudományi Társaság elnökhelyettes, Bűnügyi Tagozat elnök 2004-
- Szervezett Gazdasági Bűnözés Elleni Társaság tag 2004-
- Magyar Büntetőjogi Társaság főtitkár 2006-
- MAB állandó szakértő 2010-
- Belügyi Tudományos Tanács állandó tag 2010-
- Polgárőrség Tudományos Tanács tag 2010-
- MTA Rendészettudományi Albizottság tag 2013-
- Büntetőjogi kodifikációs Szakértői Testület Igazságügyi Minisztériumba berendelt tag 2014-2016
- MTA Büntetés-végrehajtási Albizottság tag 2015-
- Széchenyi István Egyetem Deák Ferenc Állam- és Jogtudományi Kar Doktori Iskola szavazati jogú külső tag 2015-
- Magyar Rendőrtábornokok Egyesülete tag 2016-

## Elismerései
- Közbiztonsági Érem ezüst fokozata 1983
- Rendőr százados (soron kívül) 1985
- Közbiztonsági Érem arany fokozata 1986
- Rendőr őrnagy (soron kívül) 1988
- Rendőr alezredes (soron kívül) 1992
- Magyar Köztársaság Arany Érdemkereszt 1993
- Vám- és Pénzügyőrségért Érem 1994
- Rendőr ezredes (Belügyminiszter)1996
- Rendőr dandártábornok (Köztársasági Elnök) 1999
- Rendőrségi Főtanácsos (Belügyminiszter) 2000
- Tárgyjutalom (Belügyminiszter) 2000
- Aranygyűrű (Belügyminiszter) 2000
- Tárgyjutalom (Büntetésvégrehajtás) 2000
- Emlékérem (BM Tudományos Tanács) 2001
- Központi Tiszt (Miniszterelnök) 2002
- Dicséret és Jutalom (Belügyminiszter) 2002, 2003, 2004, 2005, 2011 (évente többször) Szolgálati Jel (30 év szolgálatért) 2003
- Rendőr vezérőrnagy (Köztársasági Elnök) 2003
- Emléktárgy (Belügyminiszter) 2003, 2011, 2015, (Büntetésvégrehajtás) 2005
- Dísztőr (BM) 1999, 2001, (Határőrség) 2001, (Vám- és Pénzügyőrség) 2002, 2005
- Kossuth Kard (Határőrség) 2002, Díszkard (Határőrség) 2005
- Magyar Köztársaság Érdemrend Tisztikeresztje (Köztársasági Elnök) 2005
- Dicséret és Jutalom (ORFK) 2006, 2012
- Tisztikereszt (Honi Nemzeti Gárda)  2007
- Charta Memorialis (Károli Gáspár Református Egyetem) 2008
- Kratochwill Ferenc-érem (Rendőrtiszti Főiskola) 2008
- XXX. Jubileumi Emlékérem (Országos Tudományos Diákköri Tanács) 2011
- Dobos János Arany emlékérem (Magyar Bűnüldözők Szakmai Egyesülete) 2013
- Kiváló Oktató (Nemzeti Közszolgálati Egyetem Rendészettudományi Kar) 2015
- Emléktárgy (ORFK) 2015, Emlékszablya (ORFK)) 2015
- Szent Máté-érem arany fokozata (Nemzeti Adó- és Vámhivatal) 2015
- Gold Star of Security with Diamonds (IBSSA) 2015
- Kiváló Oktató (Nemzeti Közszolgálati Egyetem) 2016
- Szent-Györgyi Albert-díj (Emberi Erőforrások Minisztériuma) 2018
- Professor emeritus (Nemzeti Közszolgálati Egyetem) 2020
- Dr. Kertész Imre díj (Magyar Rendészettudományi Társaság) 2022

## Publikációi
Összes közleményeinek száma 179. 2013–2018 között résztvevője volt két nagy jogi könyv (2013. évi új Btk. és a 2018. évi új Be. törvény kommentár) szerzői alkotóközösségének.

### Fontosabb publikációi
- Nemzetközi bűnügyi együttműködés joga (et al.) Budapest, Magyarország: Wolters Kluwer (Budapest), Nordex Nonprofit Kft. – Dialóg Campus Kiadó (2019) ISBN 9786155920646 ISBN 9786155920653
- Kommentár a büntetőeljárási törvényhez (et al.) In: Polt Péter; Miskolczi Barna (szerk.)   Első, Második, Harmadik Rész, Budapest, Magyarország: Wolters Kluwer (2018) ISBN 9789632957579
- Büntetőjog Különös Rész II. (et al.) Blaskó Béla (szerk.) Budapest, Debrecen: Rejtjel Kiadó (2018) ISBN 9786155737046
- Büntetőjog: Különös rész I. (et al.) Blaskó Béla (szerk.) Budapest, Debrecen: Rejtjel Kiadó (2018) ISBN 9786155737039
- Államtipológiai töredékek In: Dobák Imre; Hautzinger Zoltán (szerk.) Szakmaiság, szerénység, szorgalom: Ünnepi kötet a 65 éves Boda József tiszteletére, Budapest, Magyarország: Dialóg Campus Kiadó, Nordex Kft. (2018)
- Büntető (jog)politikai karcolat In: Ambrus, István; Németh, Imre (szerk.) Büntetőjogi dolgozatok Gellér Balázs születése ötvenedik évfordulójának ünnepére, Budapest, Dialóg Campus Kiadó (2018)
- A bűnügyi tudományok intézetté válása a rendészettudományi karon Belügyi Szemle, a Belügyminisztérium szakmai tudományos folyóirata (2010-) (2018)
- Magyar Büntetőjog: Általános Rész tankönyv Budapest, Debrecen: Rejtjel Kiadó (2017) ISBN 9789637255991
- Gondolattöredékek Kelsen Tiszta Jogtanáról, a normativizmusról, a pozitivizmus kritikájáról, büntetőjogi vetületükről In: Boda József; Felkai László; Patyi András (szerk.) Ünnepi kötet a 70 éves Janza Frigyes tiszteletére = Liber amicorum in honorem Friderici Janza septuagenarii Budapest, Dialóg Campus Kiadó, Nordex Kft. (2017)
- A büntetőjogi felelősség, a jogos védelem, a végszükség, a tevékeny megbánás, a büntethetőséget kizáró vagy korlátozó okok, a büntethetőséget megszüntető okok, a katonákra vonatkozó rendelkezések In: Polt Péter; Miskolczi Barna; Török Tímea; Gasz Péter (szerk.) A Büntető Törvénykönyvről szóló 2012. évi C. törvény nagykommentárja Budapest, Magyarország: OPTEN Informatikai Kft. (2016)
- Rendészet a büntetőjog tükrében: Szamel Lajos munkássága alapján (et al.) Belügyi Szemle, a Belügyminisztérium szakmai tudományos folyóirata (2010-) (2015)
- Közigazgatás – rendészeti igazgatás – büntetőjog Magyar Rendészet (2015)
- Ground for exemption from criminal responsibility In: Blaskó Béla – Polt Péter (szerk.) Commentary on Hungarian New Criminal Code Shanghai, Kína: Shanghai Academy of Social Sciences (2014)
- Az állami büntetőhatalom érvényesülésének tendenciái, különös tekintettel az új Büntető Törvénykönyv megalkotásának két évtizedes folyamatára In: Ruzsonyi, Péter (szerk.) Tendenciák és alapvetések a bűnügyi tudományok köréből Budapest Nemzeti Közszolgálati és Tankönyv Kiadó Zrt. (2014)
- Büntetőjogi jogesettár Debrecen, Budapest, Rejtjel Kiadó (2014) ISBN 9789637255892
- A rendőr-akadémiától a Nemzeti Közszolgálati Egyetemig Magyar Rendészet (2013)
- A büntetőjog racionális és irracionális elemeinek kérdése Irk Albertnél In: Gellér Balázs; Csige Zoltán (szerk.) Békés Imre emlékkötet Budapest, Tullius Kiadó (2013)
- Gondolatok az erőszak szerepéről az V-XVIII. századok közötti jogelvek, normák, intézmények terjedésében In: Hautzinger Zoltán; Verhóczki János (szerk.) Sodorvonalon: Tanulmányok Virányi Gergely 60. születésnapja tiszteletére Budapest Magyar Rendészettudományi Társaság (2012)
- Gondolatok a jogelvek, jogrendszerek terjedésére ható néhány tényezőről az ókortól a XVIII. század végéig In: Barabás, A Tünde (szerk.) Tanulmányok Irk Ferenc professzor 70. születésnapjára Budapest, Országos Kriminológiai Intézet (2012)
- Néhány gondolat büntetőjogról, alkotmányosságról In: Gál István László (szerk.) Tanulmányok Tóth Mihály professzor 60. születésnapja tiszteletére Pécs, Pécsi Tudományegyetem, Állam- és Jogtudományi Kar (2011)
- A büntetőjog előtörténete, eredete, kialakulása és fejlődéstörténeti vázlata az ókortól a XVIII. század végéig Budapest, Rendőrtiszti Főiskola (2011) ISBN 9789639543799 OSZK
- Mozzanatok az európai büntetőjog fejlődésének történetéből a feudalizmus virágzó és felbomló szakaszában Collectio Iuridica Universitatis Debreceniensis 6 (2006)
- Rendészeti felsőoktatás – ma és holnap Belügyi Szemle, a Belügyminisztérium folyóirata (1995–2006) (2005)
- Közösülés – „paradigmaváltás”? In: Gellér Balázs (szerk.) Györgyi Kálmán ünnepi kötet Budapest KJK-KERSZÖV Jogi és Üzleti Kiadó Kft. (2004)
- A bűnösség büntetőjogi, büntető-jogtudományi problémái Budapest, BM Könyvkiadó (2001) ISBN 9638036559

### Cikkek, jegyzetek
- Magyar Narancs, 2003. november 13.
- Bonum Publicum 2014/9. Dialog Campus Kiadó, Budapest 25. o.
- Bonum Publicum 2015/5. Dialog Campus Kiadó, Budapest 13-14. o.
- Bonum Publicum 2015/6. Dialog Campus Kiadó, Budapest 33. o.
- Bonum Publicum 2015/11. Dialog Campus Kiadó, Budapest 5. o.
- Bonum Publicum 2015/12. Dialog Campus Kiadó, Budapest 31. o.
- Bonum Publicum 2016/1-2. Dialog Campus Kiadó, Budapest 31. o.
- Bonum Publicum 2016/4. Dialog Campus Kiadó, Budapest 38-41. o.
- Bonum Publicum 2016/10. Dialog Campus Kiadó, Budapest 27. o.
- Bonum Publicum 2017/1. Dialog Campus Kiadó, Budapest 27-28. o.
- Bonum Publicum 2017/4. Dialog Campus Kiadó, Budapest 48-49. o.
- Bonum Publicum 2017/6. Dialog Campus Kiadó, Budapest 28-29. o.
- Bonum Publicum 2017/9. Dialog Campus Kiadó, Budapest 20-22. o.
- Bonum Publicum 2018/1. Dialog Campus Kiadó, Budapest 50. o.
- Bonum Publicum 2018/3. Dialog Campus Kiadó, Budapest 29-31. o.
- Bonum Publicum 2018/4. Dialog Campus Kiadó, Budapest 13-15. o.
- Bonum Publicum 2019/6. Dialog Campus Kiadó, Budapest 45. o.
- HEKUS Bűnügyi Magazin 2006/5., 2017/2., 2018/2. és 6., 2019/9. lapszámok HU ISSN 1416-311X